# Llista de topònims de Caudiers de Conflent
Llista de topònims (noms propis de lloc) de Caudiers de Conflent (Conflent).
Informació actualitzada per un bot. Els canvis manuals es perdran quan s'actualitzi!

## muntanya
| imatge | Nom                              | Ubicat a                                       | instància de | Detalls | coordenades                                                                         | Protecció | Commons (més fotos) | Dades a WD                    |
| ------ | -------------------------------- | ---------------------------------------------- | ------------ | ------- | ----------------------------------------------------------------------------------- | --------- | ------------------- | ----------------------------- |
|        | El Dormidor                      | Caudiers de Conflent                           | muntanya     |         | 42° 33′ 34″ N, 2° 07′ 29″ E / 42.5595267°N,2.1245929°E 2033.1 msnm                  |           |                     | Modifica les dades a Wikidata |
|        | Pic de Castilló                  | Matamala Caudiers de Conflent                  | muntanya     |         | 42° 33′ 21″ N, 2° 07′ 32″ E / 42.55592222°N,2.12565833°E 1952.8 msnm                |           |                     | Modifica les dades a Wikidata |
|        | Pic de la Socarrada              | Aiguatèbia i Talau Caudiers de Conflent        | muntanya     |         | 42° 34′ 24″ N, 2° 09′ 02″ E / 42.573324°N,2.150517°E 2002.1 msnm                    |           |                     | Modifica les dades a Wikidata |
|        | Puig de la Socarrada d'en Felip  | Aiguatèbia i Talau Caudiers de Conflent        | muntanya     |         | 42° 33′ 03″ N, 2° 08′ 29″ E / 42.55088611°N,2.14130833°E 1957.4 msnm                |           |                     | Modifica les dades a Wikidata |
|        | Puig de les Tres Corones         | Aiguatèbia i Talau Caudiers de Conflent        | muntanya     |         | 42° 33′ 23″ N, 2° 08′ 33″ E / 42.556294°N,2.142506°E 1906.7 msnm                    |           |                     | Modifica les dades a Wikidata |
|        | Puig del Caputxet                | Caudiers de Conflent Matamala                  | muntanya     |         | 42° 34′ 11″ N, 2° 07′ 42″ E / 42.56971389°N,2.12825833°E 2008.4 msnm                |           |                     | Modifica les dades a Wikidata |
|        | Roc de les Comes                 | Aiguatèbia i Talau Caudiers de Conflent Ralleu | muntanya     |         | 42° 34′ 35″ N, 2° 08′ 43″ E / 42.57640555555555°N,2.145225°E 2010.8 msnm            |           |                     | Modifica les dades a Wikidata |
|        | Roc del Cim de la Coma de l'Egua | Aiguatèbia i Talau Caudiers de Conflent        | muntanya     |         | 42° 32′ 46″ N, 2° 08′ 08″ E / 42.546169444444445°N,2.1354583333333332°E 1918.8 msnm |           |                     | Modifica les dades a Wikidata |

## port de muntanya
| imatge | Nom                  | Ubicat a                             | instància de     | Detalls | coordenades                                                      | Protecció | Commons (més fotos) | Dades a WD                    |
| ------ | -------------------- | ------------------------------------ | ---------------- | ------- | ---------------------------------------------------------------- | --------- | ------------------- | ----------------------------- |
|        | Coll de Pica Bastard | Caudiers de Conflent Matamala Ralleu | port de muntanya |         | 42° 36′ 10″ N, 2° 08′ 17″ E / 42.602747°N,2.137925°E 1708.3 msnm |           |                     | Modifica les dades a Wikidata |
|        | Coll de la Jaguinta  | Caudiers de Conflent la Llaguna      | port de muntanya |         | 42° 33′ 07″ N, 2° 07′ 49″ E / 42.551925°N,2.130139°E 1881.8 msnm |           |                     | Modifica les dades a Wikidata |
|        | Coll del Comall      | Caudiers de Conflent la Llaguna      | port de muntanya |         | 42° 32′ 48″ N, 2° 08′ 21″ E / 42.546792°N,2.139267°E 1892.4 msnm |           |                     | Modifica les dades a Wikidata |
|        | Coll del Dormidor    | Caudiers de Conflent Matamala        | port de muntanya |         | 42° 33′ 53″ N, 2° 07′ 46″ E / 42.564761°N,2.129556°E 1941.1 msnm |           |                     | Modifica les dades a Wikidata |
|        | Coll del Torn        | Caudiers de Conflent Matamala        | port de muntanya |         | 42° 34′ 21″ N, 2° 08′ 00″ E / 42.572631°N,2.133289°E 1898.6 msnm |           |                     | Modifica les dades a Wikidata |

## Misc
| imatge | Nom                                     | Ubicat a             | instància de                          | Detalls              | coordenades                                                                                      | Protecció | Commons (més fotos)                        | Dades a WD                    |
| ------ | --------------------------------------- | -------------------- | ------------------------------------- | -------------------- | ------------------------------------------------------------------------------------------------ | --------- | ------------------------------------------ | ----------------------------- |
|        | Bosc Comunal de Caudiers de Conflent    | Caudiers de Conflent | bosc comunal                          | Superfície: 2.04km²  | 42° 33′ 23″ N, 2° 08′ 04″ E / 42.556388888889°N,2.1344444444444°E                                |           |                                            | Modifica les dades a Wikidata |
|        | Bosc Estatal de Coma de l'Egua          | Caudiers de Conflent | bosc estatal bosc                     | Superfície: 191.61ha | 42° 32′ 41″ N, 2° 08′ 17″ E / 42.54472222222222°N,2.1380555555555554°E                           |           | Forêt domaniale de Coume de Lègue          | Modifica les dades a Wikidata |
|        | Llac de Cauders                         | Caudiers de Conflent | llac                                  |                      | 42° 33′ 43″ N, 2° 09′ 16″ E / 42.56194444°N,2.15430556°E                                         |           |                                            | Modifica les dades a Wikidata |
|        | Sant Martí de Caudiers                  | Caudiers de Conflent | església parroquial                   |                      | 42° 34′ 02″ N, 2° 09′ 44″ E / 42.567222°N,2.162222°E 1643.8 msnm                                 |           | Église Saint-Martin de Caudiès-de-Conflent | Modifica les dades a Wikidata |
|        | casa de la vila de Caudiers de Conflent | Caudiers de Conflent | instal·lació Ús: seu del govern local |                      | 42° 34′ 02″ N, 2° 09′ 42″ E / 42.5672517292465°N,2.16163688465232°E fr:66360 CAUDIES-DE-CONFLENT |           | Town hall of Caudiès-de-Conflent           | Modifica les dades a Wikidata |
|        | castell de Cauders                      | Caudiers de Conflent | castell                               |                      | 42° 34′ 02″ N, 2° 09′ 44″ E / 42.567222°N,2.162222°E 1650.4 msnm                                 |           |                                            | Modifica les dades a Wikidata |